# This is the Life (álbum de Amy Macdonald)
This is the Life es el álbum debut de la cantante rock escocesa, Amy Macdonald, lanzado el 30 de julio de 2007. El mismo tuvo una gran aceptación y éxito alrededor del mundo, alcanzando el número uno de las listas británicas el 13 de enero de 2008, siendo para el 14 de marzo de 2008 certificado cuádruple disco de platino, con 2.600 000 copias vendidas en el Reino Unido. 
El álbum estuvo además 41 semanas en el "German Top 20 Albums Chart", 26 semanas en el "German Top 10 Albums Chart", siendo para enero de 2009 triple platino en Alemania, al superar las 600 000 copias vendidas. Además el álbum logró llegar a la cima de las listas musicales de diversos países, los cuales fueron. Holanda, Suecia, Noruega, Dinamarca, Francia, Estados Unidos, Reino Unido, Australia, Canadá, Irlanda, Nueva Zelanda, Alemania y Suiza. 
Hasta la fecha alrededor del mundo, el álbum ha vendido cerca de 15 millones de copias.

## Listado de canciones
Todas escritas por Amy MacDonald excepto la indicada.
1. "Mr Rock & Roll" – 3:35
2. "This is the Life"– 3:05
3. "Poison Prince" – 3:28
4. "Youth of Today" – 4:00
5. "Run" – 3:50
6. "Let's Start a Band" – 4:05
7. "Barrowland Ballroom" – 3:58
8. "L.A." – 4:06 (Amy Macdonald y Pete Wilkinson)
9. "A Wish for Something More" – 3:46
10. "Footballer's Wife" – 5:06

## Créditos y personal
- Voz, guitarra: Amy Macdonald